# Earth's Final Hours
Earth's Final Hours (2011) este un film cu dezastre de televiziune științifico-fantastic regizat de David Hogan după un scenariu de David Ray și Rachelle S. Howie. În rolurile principale interpretează actorii Robert Knepper, Hamza Adam, Julia Benson și Cameron Bright.

## Povestea
După ce un fragment de materie densă care provine dintr-o gaură albă lovește Pământul și iese pe partea cealaltă a planetei, rotația planetei începe să se oprească. Acest lucru duce la pierderea treptată a magnetosferei ceea ce provoacă fenomene stranii, căderea telecomunicațiilor prin satelit și pericol de radiații cosmice pe viitor. Un grup de agenți guvernamentali trebuie să pună în poziție deasupra Australiei și Statelor Unite doi vechi sateliți care să pornească rotația planetei printr-un fascicul de energie care să treacă prin gaura lăsată de materia densă.

## Distribuția
- Hamza Adam este Lt. Reid
- Julia Benson este Chloe Edwards
- Cameron Bright este Andy Streich
- Sage Brocklebank este un agent de pază
- Roark Critchlow este Arnett
- Bruce Davison este Rothman
- Hiro Kanagawa este tehnicianul guvernamental
- Robert Knepper este John Streich
- Michael Kopsa este Lockman
- Julia Maxwell este Michelle Fulton
- Gardiner Millar este un om de știință
- David Richmond-Peck este Edward Leary
- Jeff Sanca este Agent 2
- Jennifer Shirley este Asistenta/ Ally
- Ben Wilkinson este Guard